# Сарабский, Гусейнкули
Гусейнкули Сарабский (азерб. Hüseynqulu Sarabski; имя при рождении — Гусейнкули Мелик оглы Рзаев (азерб. Hüseynqulu Məlik oğlu Rzayev); 20 марта 1879, Баку — 16 февраля 1945, там же) — азербайджанский оперный певец (тенор), композитор, драматург, актёр театра, режиссёр-постановщик, музыкант (тар), народный артист Азербайджанской ССР (1932).

## Биография

### Ранние годы жизни
Родился в бедной семье в Баку, в преддверии праздника Новруз. В раннем детстве был отправлен на обучение Корана к мулла-баджи, которая жестоко избивала неспособного к языкам мальчика, после чего он отказался продолжать обучение. Юный Гусейнкули зарабатывал себе на жизнь работой в кузнице и камнетёсом. Одновременно посещал бесплатные курсы русского языка для бедных, оплачиваемые нефтяным миллионером-меценатом Зейналабдином Тагиевым.

### Театральная карьера
В 1891 году 12-летний Гусейнкули впервые увидел театральное представление — постановку азербайджанских актёров-любителей под названием «Хан Сарабский», по мотивам пьесы Мирзы Фатали Ахундова «Визирь Ленкоранского ханства». Впечатлённый мальчик впоследствии выберет себе сценический псевдоним «Сарабский».
Первым сценическим опытом самого Сарабского явилась роль Расула в постановке пьесы Наримана Нариманова «Шамдан-бек» в 1902 году. Впоследствии он играл в ряде спектаклей по мотивам произведений азербайджанских и европейских авторов, но его творческий талант был особо оценён после его роли в «Альманзоре» Гейне. Композитор Узеир Гаджибеков отметил его прекрасное исполнение мугама «Хиджаз-и араби», после чего избрал его на главную роль на премьере своей оперы «Лейли и Меджнун» в 1908 году. Сарабский имел такой успех, что в последующие 30 лет исполнил роль Меджнуна в этой опере около 400 раз. В этой роли он выступал в еженедельных постановках в Баку и на гастролях в Тифлисе, Елизаветполе, Эривани, Владикавказе, Тебризе, Реште и Тегеране. В 1923—1926 годах он основал театральную труппу в Шемахе и драматический театр в Агдаме.

### Вклад в другие виды искусства
В дореволюционный период Сарабским были написаны три пьесы: «Невежество», «Кто ищет, тот найдёт» и «Что посеешь, то и пожнёшь». Он также является композитором ряда песен, включая детские.
В 1936—1937 годах Сарабский написал книгу «Старый Баку», где наряду с исторической и этнографической информацией, рассказал о богатых музыкальных традициях города.
В 1940—1942 годах Сарабский преподавал оперу и мугам в Азербайджанской государственной консерватории. Его ученицами являлись такие известные певицы, как Сара Гадимова и Шовкет Алекперова.

### Смерть
Умер в 1945 году от рака горла. Перед самой смертью, лежачим больным, он пожелал увидеться с оперной певицей Агигат Рзаевой (с которой выступал на сцене 15 лет), попросив её исполнить арию из «Лейли и Меджнуна». После исполнения он добавил в своё завещание, что желает быть погребённым под звучание этой арии, и чтобы исполняла её непременно Рзаева.

## Награды
- Народный артист Азербайджанской ССР (1932)
- Орден Трудового Красного Знамени (17.04.1938) — за выдающиеся заслуги в деле развития азербайджанского оперного искусства, азербайджанской музыки, песни и танцев[5]